# Teorema do incremento
Em análise não padronizada, um campo da matemática, o teorema do incremento estabelece que: suponha que uma função y = f(x) é diferenciável em x e que Δx é infinitesimal. Então
{\displaystyle \Delta y=f'(x)\,\Delta x+\varepsilon \,\Delta x\,}
para um infinitesimal ε, sendo
{\displaystyle \Delta y=f(x+\Delta x)-f(x).\,}
Se {\displaystyle \scriptstyle \Delta x\not =0} então podemos escrever
{\displaystyle {\frac {\Delta y}{\Delta x}}=f'(x)+\varepsilon ,}
implicando que {\displaystyle \scriptstyle {\frac {\Delta y}{\Delta x}}\approx f'(x)}, ou em outras palavras que {\displaystyle \scriptstyle {\frac {\Delta y}{\Delta x}}} é infinitamente perto de {\displaystyle \scriptstyle f'(x)\,}, ou {\displaystyle \scriptstyle f'(x)\,} é a parte standard de {\displaystyle \scriptstyle {\frac {\Delta y}{\Delta x}}}.